# FREEDOM (西川貴教 with t.komuroの曲)
「FREEDOM」（フリーダム）は、2024年1月24日に発売された西川貴教のシングル。小室哲哉とのコラボレーションにより、西川貴教 with t.komuro名義で発表された。発売元はソニー・ミュージックレーベルズ（エピックレコードジャパンレーベル）。

## 概要
表題曲「FREEDOM」はアニメ映画『機動戦士ガンダムSEED FREEDOM』主題歌である。
西川貴教による『機動戦士ガンダムSEED』シリーズへの楽曲提供としては、2006年に発表された「Zips -UNDER:COVER ver.-」（T.M.Revolutionのアルバム『UNDER:COVER』収録）以来、約17年半ぶりとなる。また、本名名義では初のガンダム主題歌となる。
SEEDシリーズに登場する機体の一つにフリーダムガンダムがあり、小室哲哉がglobeのために制作した楽曲「FREEDOM」とは全くの別の楽曲である。

## 楽曲解説

### FREEDOM
- 具体的な楽曲制作は西川や『ガンダムSEED FREEDOM』監督の福田己津央とのミーティングを経て「『ガンダムSEED FREEDOM』の根幹はキラ・ヤマトとラクス・クラインのラブストーリーになる」と方向性が固まり、小室は「恋愛する時の心情が反映されたもの」とイメージが固まってから開始された[4]。
- 小室は個人的なテーマとして、「今の時代は言葉がたくさん詰め込まれた、テキスト量の膨大な曲が多いけど、今回はそれとは真逆なものにしたい。一言一句の音符が長いものもあるイメージだったから、そういった表現を実現する歌唱力がほしい」と思い、西川はミュージカルに立っている最中で、多忙故に喉の調子もあまりよくなかったが、腰を据えて一聴した瞬間、小室は「間違いなくプロフェッショナルだな」「彼の場合は口先だけで歌うのではなく、体全体が鳴るので、それを生かすには早口であったり、メロディの動きが激しいものじゃないほうがいい。そういったアプローチは『今の若い世代には、ちょっとクサく感じられるかもしれないな』と思ったりもしたんだけど、最初にテストで歌ってもらった段階で『絶対に大丈夫』と思わせてもらえた」「本当にまっすぐな歌声だし、聴き手に疑問を思わせない圧倒感があります。それは歌詞に関してもそう。言葉の1つひとつを切り取ると意外と抽象的でありきたりなワードも多い。それでも聞き手が照れずに受け取れるだけの伝える力が、西川君の歌にはあるんです」と改めて感動した。その歌声がきっかけになって、順番通りに頭から曲ができていった[4]。
- 西川は「福田監督から両澤千晶さんへのラブレター。自分でも『勝手な解釈だ』と思うけど、決して的外れではない」という気持ちで挑んだ[5]。
- 歌詞は「強くて深い愛がしっかり結ばれる」「曲の終わりでちゃんと終着地点に落ち着く」ことを目指し、なるべく強い言葉を使うようにした[4]。
- デモテープはピアノ・リズム・ボーカルのメロディーだけで構成されたシンプルな構成だった。西川は「僕が独唱してるというよりも、国際大会か何かで観客の皆さんと一緒に斉唱しているようなイメージがありました」と称している。そこから西川と小室が様々な意見のやり取りを重ねながら、ドラマチックな方向性へと進んでいった[5]。
- 本来の小室らしい打ち込みの演奏があるものの、「深さや広がりを感じられる世界や空間を表現するのは、なるべく人による演奏を入れたほうがいい」という意向から、キーボード・コーラス・ドラム・ギターを全部ミュージシャンの生演奏で録音した[4]。
- 小室が鳥山雄司と「イントロで何か面白い音を入れたいね」と話した後、映画のオープニングが終了するシーンに合わせながら、TM NETWORKの楽曲「BEYOND THE TIME (メビウスの宇宙を越えて)」（映画『機動戦士ガンダム 逆襲のシャア』主題歌）のイントロと同じ鳥山によるギターフレーズを本作のアウトロとして入れた[4]。
- 歌録りの本番の時に小室は西川にいつものハイトーンボイスではなく、ミッドレンジの声を求めた。西川は「勢いで押していくというよりも、高い位置から神の目線で俯瞰しているようなイメージでダイナミックに」という姿勢で歌い上げた[5]。キーの設定の際には「ここはがなり声にしてみよう」「伸ばし方を変えてみよう」等、レコーディング中でも色々なやり取りをして決めていった[4]。
- 小室は「あの時新しくやりたかったことが全部やれた。自分としてもまったく悔いのない、強く思い出に残る作品になったと思うし、アニメ映画の主題歌の新たな形を作れたような気もします」と総括している[4]。
- 西川は「『速いテンポの不規則なリズムにワーディなリリックが乗る』という、今の日本のポピュラーミュージックの流れとは真逆な感じです。すごくノスタルジックな雰囲気がある。とは言え、やっぱり小室さんならではのバランス感覚がそこにある。ベーシックは生の楽器を使っていますが、そこにフィルターシンセをはじめとする今の音色も入ってくる。しかも、この曲は5分弱ありますからね。3分台の曲があふれている現代において、しっかり聴き手を5分間釘付けにさせるっていう点においても、時代に流されない強さみたいなものをすごく感じました」「テレビアニメからの地続きで、それこそ2008年公開だったら、曲へのアプローチは違ったかもしれないですね。シリーズとのお付き合いの時間が長くなったからこそ、今の目線を可能にしたんだと思います。自分がやりたいこと・伝えたい思いは、きちんとこのボーカルに結実しているなと納得できていますね」と振り返っている[5]。

### Believer
- 制作陣から「『ガンダムSEED FREEDOM』とは関係ない曲でいい」と言われたため、「ヘヴィメタル風にしよう。四つ打ちのダンスミュージックは西川君をすぐに連想してしまうからやめよう」と西川と意見が一致し[4]、そこから「メタリカ・EL&Pみたいにしよう」等とアイディアが広まっていった[5]。
- デモテープでは小室によるハモンドオルガンのパートがあったが、完成版では削除されている[4]。
- 西川は歌録りの際に「ここら辺で適当に何かやっといて」と言われて、西川は「いろんなパターンを録るだけ録っておけば、小室さんの方で選んでくれるだろうな」と思いながら様々なパターンを録ったら、全て採用されていた[5]。
- 小室は「音楽プロデューサーとしてあまり自己主張しないで引き気味に見て、歌い方は西川君に色々考えてもらって、遊んでもらった」と総括している[4]。
- 西川は「フラットに一ミュージシャンとして楽しませていただきました。そういう経験ができて本当にうれしかったです」と振り返っている[5]。
- ギターは小室のオファーにより元メガデスのマーティ・フリードマンが担当。

## 収録曲

### 完全生産限定盤
| 全作詞・作曲: Tetsuya Komuro。 |                            |                |                |
| #                              | タイトル                   | 作詞           | 作曲・編曲     |
| 1.                             | 「FREEDOM」                | Tetsuya Komuro | Tetsuya Komuro |
| 2.                             | 「FREEDOM (Movie Edit)」   | Tetsuya Komuro | Tetsuya Komuro |
| 3.                             | 「FREEDOM (Instrumental)」 | Tetsuya Komuro | Tetsuya Komuro |

#### 同梱物
- オリジナルガンプラ（HG 1/144 フリーダムガンダム [ポラライズドクリア］）
- 「機動戦士ガンダムSEED FREEDOM」絵柄アナザージャケット（4種）

### 通常盤
| 全作詞・作曲: Tetsuya Komuro。 |                             |                |                |
| #                              | タイトル                    | 作詞           | 作曲・編曲     |
| 1.                             | 「FREEDOM」                 | Tetsuya Komuro | Tetsuya Komuro |
| 2.                             | 「Believer」                | Tetsuya Komuro | Tetsuya Komuro |
| 3.                             | 「FREEDOM (Instrumental)」  | Tetsuya Komuro | Tetsuya Komuro |
| 4.                             | 「Believer (Instrumental)」 | Tetsuya Komuro | Tetsuya Komuro |

## 参加ミュージシャン・クレジット
| FREEDOM - Sound Produce, Keyboard & Programming：小室哲哉 - Programming：溝口和彦 - Drums：山木秀夫 - Guitar：鳥山雄司 Believer - Sound Produce, Keyboard & Programming：小室哲哉 - Programming：溝口和彦 - Drums：山木秀夫 - Guitar：マーティ・フリードマン - Bass：赤堀眞之 | - Total Produce by 西川貴教 - Recorded by 大里正毅、淺野浩伸、佐藤雅彦 - Recorded at ABS recording、Sony Music Studios Tokyo、Studio Tanta - Mixed by 佐藤雅彦 at Basement Studio - Mastered by 前田康二 at Bernie Grundman Mastering Tokyo |